# Nová Bystřice (stacja kolejowa)
Nová Bystřice – stacja kolejowa w miejscowości Nová Bystřice, w kraju południowoczeskim, w Czechach. Znajduje się na linii 229 Jindřichův Hradec – Nová Bystřice, na wysokości 600 m n.p.m..  

## Linie kolejowe
- 229: Jindřichův Hradec – Nová Bystřice